# 1074년

## 연호
- 북송(北宋) 희녕(熙寧) 7년
- 요(遼) 함옹(咸雍) 10년
- 일본(日本) 엔큐(延久) 6년 / 조호(承保) 원년
- 서하(西夏) 천사예성국경(天賜禮盛國慶) 6년
- 리 왕조(李朝) 타이닌(太寧) 3년

## 기년
- 고려(高麗) 문종(文宗) 28년
- 북송(北宋) 신종(神宗) 7년
- 요(遼) 도종(道宗) 20년
- 서하(西夏) 혜종(惠宗) 8년
- 리 왕조(李朝) 인종(仁宗) 3년